# 娘ドラ◎
『娘ドラ◎』（にゃんドラ）は、アニメ『マクロスF』の関連作品の1つ。『ドラ1』から『ドラ4』まで全4巻のドラマCDとして2009年4月から7月にかけて毎月1本ずつ、flying DOGより発売された。同年6月から2010年9月にかけて漫画化も行われ、『マクロスエース』誌上で連載された。『ドラ5』は2013年末発売の『マクロスF ゼントラ盛りブルーレイBOX』の特典および「一番くじプレミアム」の景品としてリリース。

## 概要
2008年のテレビアニメ『マクロスF（フロンティア）』で発表されなかった番外エピソードを収録したドラマCDである。1枚のCDは独立した3話のオーディオドラマと1曲のキャラクターソングの合計4トラックで構成されている。ジャケットは高橋裕一による描き下ろしイラスト。ドラ4には初回限定特典として江端里沙イラストの描かれた4巻収録可能なBOXが付属する。価格は各1995円（消費税込み）。
未来（設定では西暦2059年）の巨大宇宙移民船団「マクロス・フロンティア」内の学園、軍、芸能界を舞台に総勢20人以上の男女が登場し、愛情、友情、騒動が描かれる。主要登場人物であるアルトたちの話だけでなく、TVシリーズでは脇役だったピクシー小隊やオペレーター3人娘がメインの話がある。話は1話ごとに完結する方式で、シリアスな話、コミカルな話などCD4枚合計で全12話が収録されている。TVシリーズで脚本とシリーズ構成を務めた吉野弘幸の他、赤尾でこ、森田繁の合計3人が脚本を書き、河森正治が監修している。楽曲は菅野よう子が作曲しTVシリーズで使用されたものに加え、新曲「pink monsoon」が他メディアに先駆けて使われている。
各CDの4トラック目には「超時空デュエット」と題して『超時空要塞マクロス』や『マクロス7』の曲を『マクロスF』の出演声優がカバーしたキャラクターソングが1曲ずつ収録されている。
娘ドラ◎の「娘」は作品中に登場する中華料理店「娘々」（にゃんにゃん）から取られており、『マクロスF』の関連商品はこの他にも『娘フロ。』、『娘トラ☆』、（サウンドトラックCD）、『娘たま♀』（ボーカルコレクションCD）、『娘コレ。』（トレーディングカード）など「娘」がついたものがいくつもある。
ドラマCD完結後、4話分が喜久屋めがねによって漫画化され、角川書店のマクロスシリーズ総合雑誌『マクロスエース Vol.002』（2009年6月発売）より同誌『Vol.006』（2010年9月発売）まで連載された。単行本は2010年11月26日にカドカワコミックス・エースより全1巻(ISBN 978-4047155664)が発売されている。
2013年11月末発売の「テレビシリーズ ブルーレイBOX発売記念 一番くじプレミアム マクロスF」の景品のC賞としてドラ5 1/2が、同年12月25日発売の「マクロスF ゼントラ盛りブルーレイBOX」の特典としてドラ5 2/2がリリース。
2022年6月22日発売の「マクロスF ギャラクシーライブ 2021［リベンジ］〜まだまだふたりはこれから！私たちの歌を聴け!!〜」の特典として「娘ドラ◎2022＋LIVE SELECTION」がリリース

## 各巻の内容

### 娘ドラ◎ドラ1
2009年4月8日発売。
第1話「アルト・ミーツ・スカイ」
脚本 - 吉野弘幸
TVシリーズの前日譚。歌舞伎役者の家に生まれ、若くして伝説の女形として歌舞伎を演じ続けていた青年・早乙女アルトは中等部時代、美星学園の芸能科に所属していた。卒業制作の演劇ロミオとジュリエットでジュリエット役に選ばれた彼は女性として見られる毎日に嫌気が差していた。そんなある日、航宙科の生徒に卒業制作の絵を台無しにされた同級生・松浦ナナセの姿を目撃したアルトは航宙科へと殴りこみに行く。そこでアルトはミハエル・ブランやルカ・アンジェローニと出会う。
漫画は『マクロスエース Vol.002』、『 - Vol.003』に2回に分けて掲載された。
第2話「洞窟のトライアングラー」
脚本 - 赤尾でこ
TVアニメ第10話「レジェンド・オブ・ゼロ」の頃のエピソード。映画「鳥の人（BIRD HUMAN）」の撮影でアイランド3の孤島にやって来たランカ・リーと、早乙女アルト、シェリル・ノームの3人は島に伝わる願いを叶えるという伝説を確かめるため洞窟に足を踏み入れる。
第3話「シェリルのドキドキ初体験」
脚本 - 森田繁
銀河の妖精と名高い歌手シェリル・ノームはMBSの連続ドラマでパイロット役に選ばれる。どうせ代役とCGで誤魔化すだろうと馬鹿にするアルトを見返すため、シェリルは民間軍事プロバイダーS.M.S.にメサイアの操縦訓練を受けに行く。
超時空デュエット「小白竜」
歌 - 早乙女アルト（中村悠一）・ブレラ・スターン（保志総一朗）
作詞 - 阿佐茜、作曲 - 羽田健太郎、編曲 - 根岸貴幸
超時空要塞マクロスでリン・ミンメイが歌った「小白竜」曲のカバー。

### 娘ドラ◎ドラ2
2009年5月6日発売。
第1話「ルカと3人のゴースト」
脚本 - 森田繁
S.M.S.のスカル小隊で無人戦闘機ゴースト3機を操作するRVF-25のパイロットのルカ・アンジェローニ。彼はLAI社と協力してゴースト用の次世代AIを密かに開発していた。その行動を怪しんだアルトとミシェルはルカに真意を問いただそうとする。そのゴーストAIの名前はアルト、ミシェル、ナナセだった。
第2話「ランカ・アイドリング中!」
脚本 - 赤尾でこ
TVシリーズ第11話「レジェンド・オブ・ゼロ」、第12話「ミッシング・バースデー」の頃のエピソード。ベクタープロモーションの新人歌手として売り出し中のランカ・リーは映画公開を間近に控える中、人気昼ドラの「新・渡る宇宙は船ばかり」にゲスト出演することになった。しかし社長であるエルモのスケジュール調整ミスで生放送の歌番組「スペース・ミュージック・ステーション」の収録とダブルブッキングする。たまたまスタジオが隣り合わせだったため、ランカは2つのスタジオを往復しながら両方の番組を収録をすることになる。
第3話「パイン・ケーキ」
脚本 - 吉野弘幸
TVシリーズ第17話「グッバイ・シスター」の後日談。異星生命体バジュラとの戦いで入院したオズマ・リーのところに元恋人のキャサリン・グラスが見舞いにやって来る。微妙な関係の二人によって「パイン・ケーキ」にまつわる思い出、二人の馴れ初めが語られる。
漫画版は『マクロスエース Vol.006』に掲載された。
超時空デュエット「ランナー」
歌 - ミハエル・ブラン（神谷浩史）・クラン・クラン（豊口めぐみ）
作詞 - 阿佐茜、作曲 - 羽田健太郎、編曲 - 岩崎文紀
超時空要塞マクロスのエンディングテーマ「ランナー」のカバー。

### 娘ドラ◎ドラ3
2009年6月3日発売。
第1話「アルトとシェリルとチャイナドレス」
脚本 - 赤尾でこ
ゲームで負けたアルトとシェリルは罰ゲームとして中華飯店「娘娘」でアルバイトすることになる。制服は当然ながらチャイナドレス。そこにレオン・三島が客としてやって来る。
第2話「ギャラクシー・メモリー」
脚本 - 吉野弘幸
TVアニメ第18話「フォールド・フェーム」に関連したエピソード。グレイス・オコナーが、シェリル・ノームと過ごした10年を思い返す。2049年01月18日にマクロス・ギャラクシーのスラムで孤児のシェリルと出会ったグレイスは、歌の道へと進ませ、一流歌手となったシェリルと銀河横断ツアーに出る。最後にグレイスは一つの決断をする。
漫画は『マクロスエース Vol.005』に掲載。
第3話「3人娘、いまひとたび青春の光と影」
脚本 - 森田繁
マクロス・クォーターのブリッジオペレーター3人娘ミーナ・ローシャン、ラム・ホア、モニカ・ラングのエピソード。S.M.S.では先輩にあたるミーナの誕生日プレゼントのために最年少のラムはひとつの作戦を実行する。I.Q.180を誇り飛び級で卒業したため、ほとんど学園生活を送れなかったミーナに学園生活を味わわせてあげようと、3人は制服を着て美星学園へ忍び込む。
超時空デュエット「突撃ラブハート」
歌 - オズマ・リー（小西克幸）・キャサリン・グラス（小林沙苗）・ボビー・マルゴ（三宅健太）
作詞 - K.INOJO、作曲 - 河内淳貴、編曲 - 根岸貴幸
『マクロス7』でFire Bomberが歌った「突撃ラブハート」のカバー。

### 娘ドラ◎ドラ4
2009年7月8日発売。
第1話「ナナセの勝手にハッピードリーム」
脚本 - 赤尾でこ
美星学園でランカ・リーのファンクラブ会員第1号を自称する松浦ナナセのエピソード。美星学園フォールド遠足に出かけた高等部の面々。フォールド酔いしない性質だと言いつつも宇宙バスの中でフォールド酔いしてしまったナナセは様々な幻覚を見る。
第2話「トリガー・ブルー」
脚本 - 森田繁
TVアニメ第9話「フレンドリー・ファイア」後のエピソード。S.M.S.の訓練で隊長から射撃が下手だと言われたアルトは先輩であるミシェルとシミュレーションルームへと入る。ブリッジを大破してコントロールを失ったままフロンティア船団へ向かってくる民間の旅客船。アルトに与えられた任務は旅客船を狙撃し、フロンティア船団を守ること。しかし旅客船の中にもしランカとシェリルがいたとしたら、アルトは引金を引けるのか試される。
第3話「ピクシー小隊の憂鬱」
脚本 - 吉野弘幸
S.M.S.の結成10周年記念パーティーを一週間後に控えたS.M.S.ピクシー小隊のララミア、クラン、ネネはショッピングの相談をしていた。想いを寄せるミシェルとパーティーでダンスを踊りたいと願うクランのため、キャシーとボビーはクランを女らしくするための特訓を申し出る。
漫画は『マクロスエース Vol.004』に掲載。漫画版にはパーティーのシーンなどが追加されている。
超時空デュエット「0-G Love」
歌 - グレイス・オコナー（井上喜久子）・レオン・三島（杉田智和）
作詞 - 阿佐茜、作曲 - 羽田健太郎、編曲 - 岩崎文紀
超時空要塞マクロスでリン・ミンメイが歌った「0-G Love」のカバー。

### 娘ドラ◎ドラ5
1/2 『シェリル救出大作戦!!』
2/2 『ランカ救出大作戦!!』

## キャスト
- 早乙女アルト - 中村悠一
- シェリル・ノーム - 遠藤綾
- ランカ・リー - 中島愛
- ミハエル・ブラン - 神谷浩史
- ルカ・アンジェローニ - 福山潤
- ジェフリー・ワイルダー - 大川透
- 松浦ナナセ - 桑島法子
- クラン・クラン - 豊口めぐみ
- ブレラ・スターン - 保志総一朗
- カナリア・ベルシュタイン - 桑島法子
- 演出責任の生徒 - 早志勇紀
- 航宙科の生徒A - 中西尚也
- 航宙科の生徒B - 松尾大亮
- エルモ・クリダニク - 大川透
- ボビー・マルゴ - 三宅健太
- キャサリン・グラス - 小林沙苗
- 歌番組の司会 - 金野潤
- グレイス・オコナー - 井上喜久子
- レオン・三島 - 杉田智和
- モニカ・ラング - 田中理恵
- ミーナ・ローシャン - 平野綾
- ラム・ホア - 福原香織
- 娘々の店長 - 大川透
- 老人 - 麻生智久
- 青年 - 金野潤
- 少女 - 福原香織
- 客 - 中西尚也、松尾大亮、早志勇紀
- 美術部長 - 杉村憲司
- 生徒 - 星野健一、宮本崇弘
- ネネ・ローラ - 平野綾
- ララミア・レレニア - 大村歌奈
- アナウンサー - 足立友